# Camponotus smithianus
Camponotus smithianus är en myrart som beskrevs av Wheeler 1919. Camponotus smithianus ingår i släktet hästmyror, och familjen myror. Inga underarter finns listade.